# Civilization (jeu de société, 2010)
Pour les articles homonymes, voir Civilization.

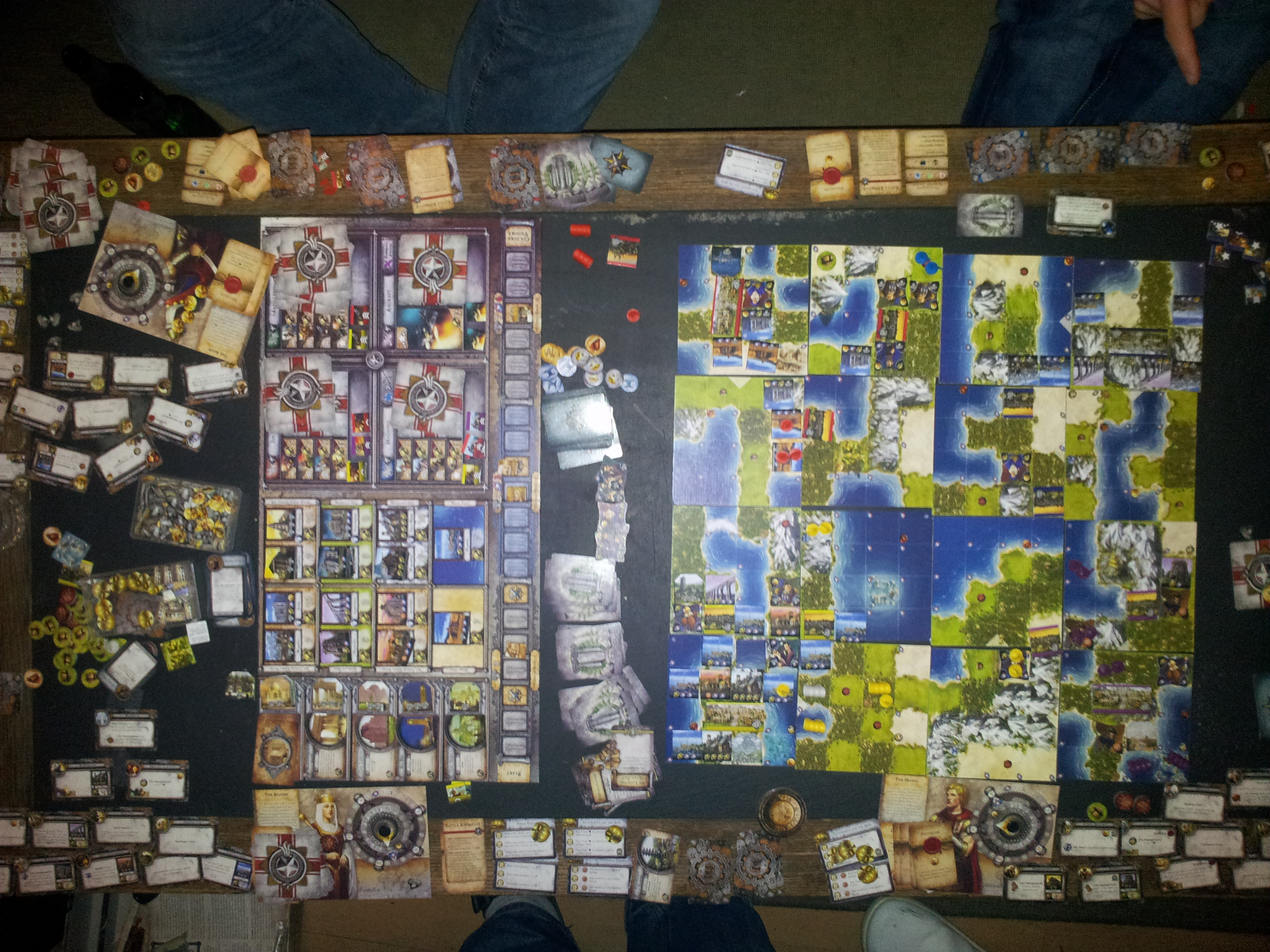
une partie de Civilization

Civilization est un jeu de société conçu par Kevin Wilson et édité en 2010 par Fantasy Flight Games. Il est adapté du jeu vidéo Civilization Revolution. Il propose deux extensions : Fame and Fortune et Wisdom and Warfare.